# Agmina urugi
Agmina urugi là một loài Trichoptera trong họ Ecnomidae. Chúng phân bố ở miền Australasia.